# Rajd Wybrzeża Kości Słoniowej 1982
Rajd Wybrzeża Kości Słoniowej 1982 (14. Marlboro Rallye Côte d’Ivoire) – 14 Rajd Wybrzeża Kości Słoniowej rozgrywany na Wybrzeżu Kości Słoniowej w dniach 27 października-1 listopada. Była to jedenasta runda Rajdowych Mistrzostw Świata w roku 1982. Rajd został rozegrany na nawierzchni szutrowej. Bazą rajdu było miasto Abidżan.

## Wyniki końcowe rajdu[1]
| Msc. | Kierowca        | Pilot                   | Samochód               | Czas  | Strata | Grupa |
| ---- | --------------- | ----------------------- | ---------------------- | ----- | ------ | ----- |
| 1    | Walter Röhrl    | Christian Geistdörfer   | Opel Ascona 400        | 8:43  | 0.0    | 4     |
| 2.   | Per Eklund      | Ragnar Spjuth           | Toyota Celica 2000GT   | 10:17 | +1:34  | 4     |
| 3.   | Björn Waldegård | Hans Thorszelius        | Toyota Celica 2000GT   | 11:00 | +2:17  | 4     |
| 4.   | Bruno Saby      | Daniel Le Saux          | Renault 5 Turbo        | 17:51 | +9:08  | 4     |
| 5.   | Alain Ambrosino | Jean-François Fauchille | Peugeot 505 V6         | 19:43 | +11:00 | 2     |
| 6.   | Eugène Salim    | Clement Konan           | Mitsubishi Colt Lancer | 23:48 | +15:05 | 2     |

## Klasyfikacja po 11 rundach
Tabele przedstawiają tylko pięć pierwszych miejsc.

### Kierowcy
| Lp. | Kierowca       | Pkt |
| --- | -------------- | --- |
| 1   | Walter Röhrl   | 109 |
| 2   | Michèle Mouton | 82  |
| 3   | Stig Blomqvist | 55  |
| 4   | Per Eklund     | 55  |
| 5   | Hannu Mikkola  | 50  |

### Producenci
| Lp. | Producent | Pkt |
| --- | --------- | --- |
| 1   | Audi      | 104 |
| 2   | Opel      | 99  |
| 3   | Nissan    | 57  |
| 4   | Ford      | 55  |
| 5   | Toyota    | 34  |